# Selenotila nivalis
Selenotila nivalis är en svampart som beskrevs av Lagerh. 1892. Selenotila nivalis ingår i släktet Selenotila, klassen Saccharomycetes, divisionen sporsäcksvampar och riket svampar.   Inga underarter finns listade i Catalogue of Life.